# Лямбірське сільське поселення
Лямбі́рське сільське поселення (рос. Лямбирское сельское поселение) — муніципальне утворення у складі Лямбірського району Мордовії, Росія. Адміністративний центр — село Лямбір.

## Населення
Населення — 8930 осіб (2019, 9009 у 2010, 9004 у 2002).

## Склад
До складу поселення входять такі населені пункти:
| Населений пункт  | Населення, осіб (2002) | Населення, осіб (2010) |
| ---------------- | ---------------------- | ---------------------- |
| Лямбір, село     | 8467                   | 8457                   |
| Черемишево, село | 537                    | 552                    |